# サイバネットシステム
サイバネットシステム株式会社（英: Cybernet Systems Co., Ltd.）は、東京都千代田区神田練塀町に本社を置き、ソフトウェアを開発・販売および、ITソリューション、ビッグデータソリューション、CAEソリューション、AR/VR・可視化ソリューションなどを手掛ける日本の企業で、富士ソフト株式会社の完全子会社。

## 沿革
- 1985年4月 - サイバネットシステム株式会社を東京都豊島区東池袋サンシャイン60内に設立。
- 1985年10月 - 大阪市中央区南船場に大阪支社（現・西日本支社）開設。
- 1994年3月 - 業容拡大に伴い、本店を東京都文京区に移転。
- 1999年10月 - 富士ソフトが、サイバネットシステム発行済全株式を取得、富士ソフトの100％子会社となる。
- 2001年10月 - JASDAQ市場に株式を公開。
- 2002年8月 - 業容拡大に伴い、名古屋市中区錦に中部支社を開設。
- 2003年8月 - 東京証券取引所第二部に市場変更。
- 2004年9月 - 東京証券取引所第一部に指定替え。
- 2007年5月 - 本社事務所を東京都千代田区神田（秋葉原）に移転。
- 2009年8月 - 株式会社プラメディアを吸収合併。
- 2010年5月 - 株式会社ケイ・ジー・ティーを吸収合併。
- 2016年8月 - 西日本支社を大阪市中央区本町に移転。
- 2020年1月 - サイバネットMBSE株式会社を東京都千代田区に設立[3]。
- 2023年12月 - 親会社の富士ソフトが株式公開買付けにより持株比率を90.55%とする[4]。
- 2024年
  - 2月9日 - 東京証券取引所スタンダード市場上場廃止。
  - 2月14日 - 株式売渡請求により富士ソフトの完全子会社となる[5]。

## グループ企業一覧
日本
- サイバネットMBSE株式会社[6]

海外
- 莎益博工程系統開発（上海）有限公司
- 思渤科技股份有限公司
- Cybernet Systems Holdings U.S. Inc.
- Sigmetrix, L.L.C.
- Noesis Solutions NV
- WATERLOO MAPLE INC.
- CYBERNET SYSTEMS MALAYSIA SDN.BHD.